# Cooks Beach
Cooks Beach (Pukaki)  est une localité de l’Île du Nord de la Nouvelle-Zélande

## Situation
Elle est localisée sur une longue plage de trois km de sable blanc, sur la péninsule de Coromandel.
À son extrémité nord, Cooks Bay est mitoyenne de la baie de Mercury (en).
À l’est de la localité de Hahei se trouve l’attraction très touristique de Te Whanganui-A-Hei ou Cathedral Cove.
La route vers le sud rejoint la route State Highway 25/ SH 25 (en).
Au nord-ouest, Shakespeare Cliff est une réserve spectaculaire avec un important point de vue,.

## Histoire

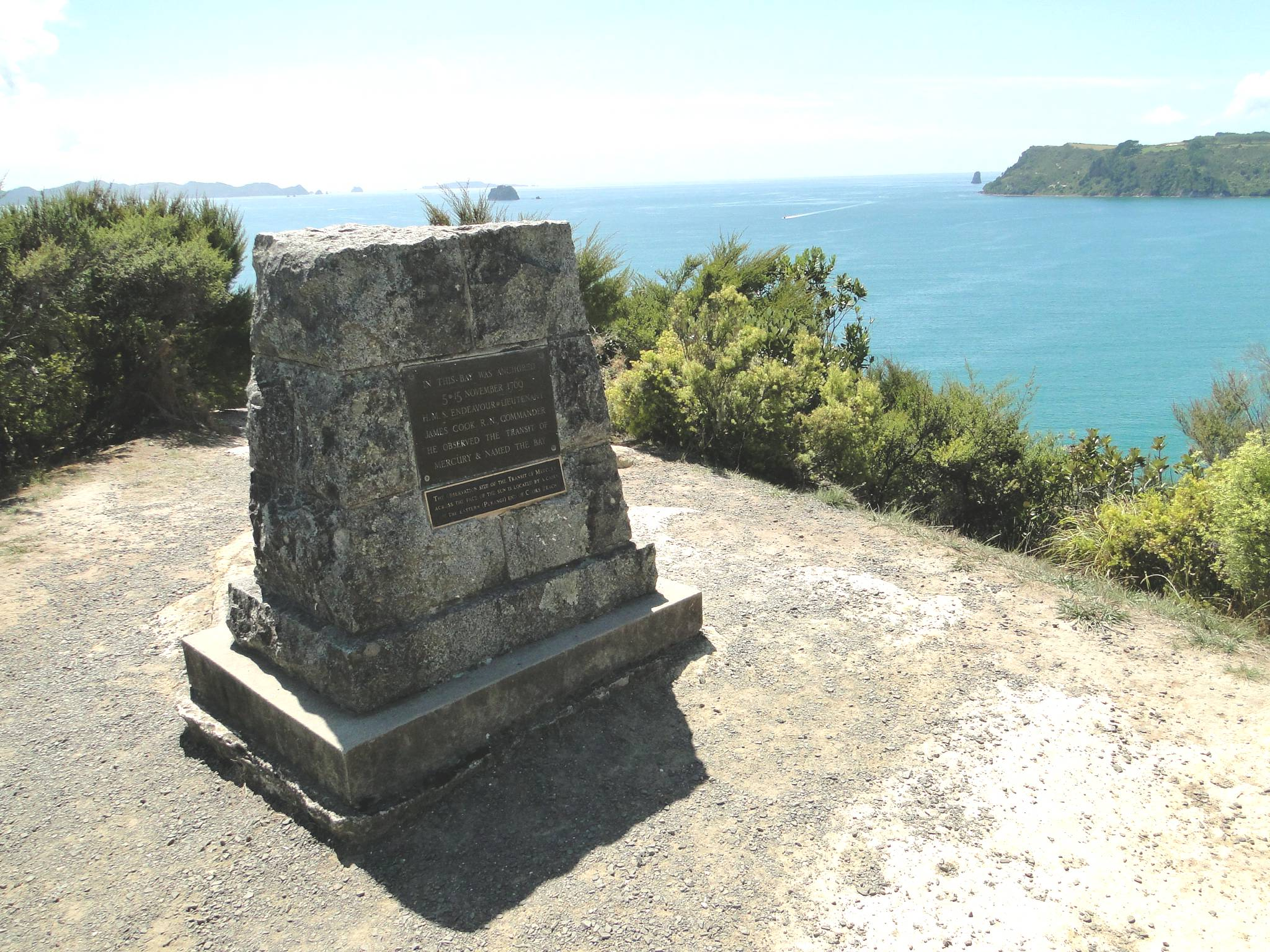
Un cairn dressé sur Shakespeare Cliff commémore l’observation du capitaine Cook du transit de Mercure au XVIIe siècle

Le mouillage est une des premières places de la colonisation par les Māoris, avec le débarquement de Kupe sur la terre ferme au XIVe siècle.
Le canoë nommé Te Arawa arriva plus tard, apportant un leader appelé Hei, d’où il résultat l’émergence de l’iwi local des Ngāti Hei (en).
La baie fut appelée : Whanganui-o-hei, la grande baie de Hei
Le capitaine James Cook visita le secteur en novembre 1769, et choisit l’extrémité est de Cooks Beach pour y installer ses instruments nécessaires pour observer le transit de Mercure.
Il nomma la baie Mercury Bay (en).
Un monument en granite fut dressé ensuite là en son honneur, qui fut entraîné dans la mer en 2018 par une tempête et par l’érosion, mais remplacé à l’époque de l’année du 250e anniversaire.
En 1837, Ranulph Dacre (en) et Gordon Browne achetèrent pratiquement tout le terrain au niveau de Cooks Beach, qui devint connu sous le nom de Dacre's Grant.
Une scierie et un moulin pour le traitement du phormium furent mis en place et jusqu’à 30 familles y installèrent leurs fermes, ramassant la gomme de kauri (en), et les poissons, qui étaient abondants à cet endroit.
Vers 1920, des plans réalisés pour lotir le terrain furent mis en attente du fait de la Grande Dépression et jusqu’après la fin de la Deuxième Guerre mondiale.
L’exploitation de fermes se déplaça dans les collines, qui avaient précédemment été jugées non satisfaisantes du fait du faible taux de phosphates mais l'épandage aérien rendit les terres économiquement viables.

## Le terminal du ferry
À environ 2,5 km au nord-ouest du centre de la localité de Cooks Beach se trouve un terminus d’accostage du ferry avec un petit village au niveau de Whakapenui Point entre Maramaratotara Bay et le mouillage de Whitianga harbour.
Celui-ci est le site du  pā desNgāti Hei (en), qui fut saccagé par les Ngāi Te Rangi (en) au milieu du XVIIIe siècle.
Le capitaine Cook fut impressionné par les ruines, quand il le visita le 11 novembre 1769.
Un ferry de passagers circule donc avec une cadence de toutes les 10 minutes entre Ferry Landing et Whitianga durant la journée.
Ce ferry fonctionne depuis 1895.

## Démographie

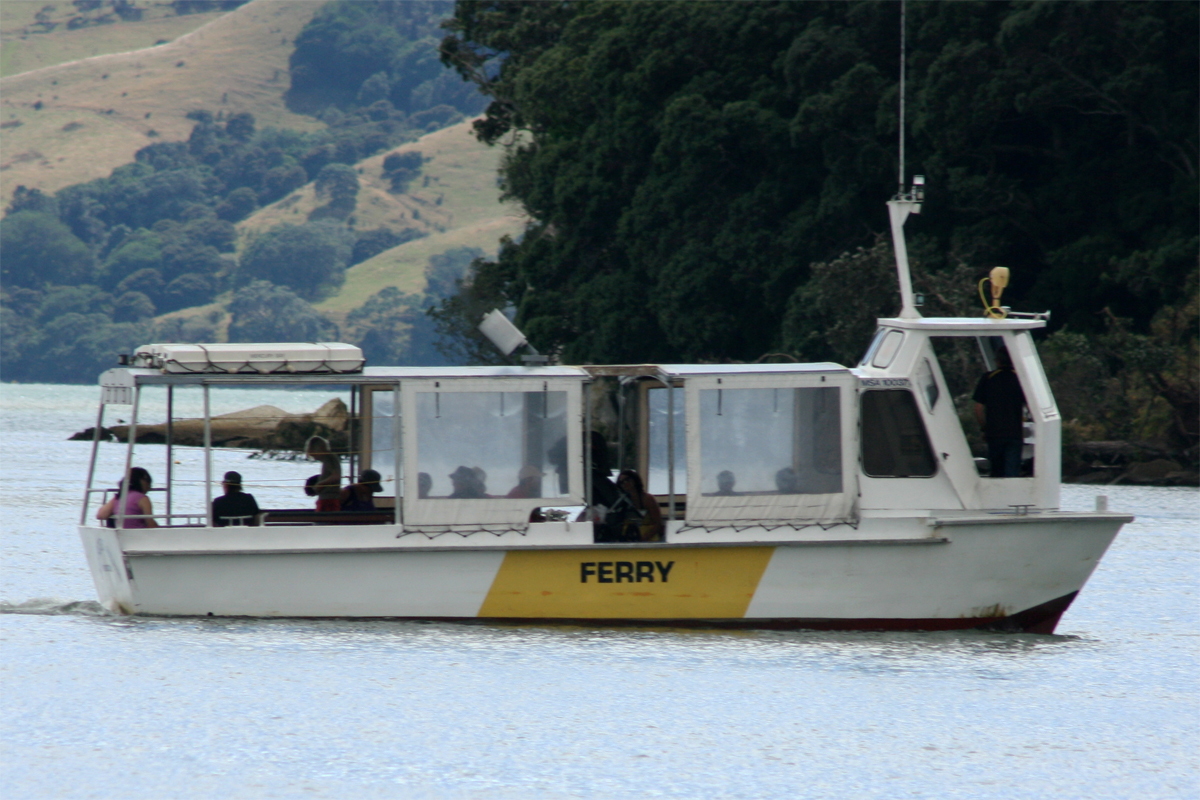
Le ferry au niveau de Whitianga

La zone statistique de Cooks Beach-Ferry Landing avait une population de 459 habitants lors du recensement de 2018 en Nouvelle-Zélande, en augmentation de 111 personnes (soit 31,9 %) depuis le recensement de 2013 en Nouvelle-Zélande, et en augmentation de 144 personnes (soit 45,7 %) depuis le recensement de 2006 en Nouvelle-Zélande.
Il y a 189 logements.
On compte 219 hommes et 240 femmes, donnant un sexe-ratio de 0,91 homme pour une femme.
L’âge médian est de 59,2 ans, avec 54 personnes (soit 11,8 %) âgées de moins de 15 ans, 45 personnes (soit 9,8 %) âgées de 15 à 29 ans, 198 personnes (43,1 %) âgées de 30 à 64 ans et 168 personnes (36,6 %) âgées de 65 ans ou plus.
L’ethnicité est pour 95,4 % européens/Pākehā, 5,9 % Māori, 2,6 % formés de personnes du Pacifique, 1,3% d’origine asiatique et 2,0 % d’une autre ethnicité (le total fait plus de 100% dans la mesure où une personne peut s’identifier à de multiples ethnicités en fonction de sa parenté).
La proportion de personnes nées outre-mer était de 17,6 %, comparée avec les 27,1 % au niveau national.
Bien que certaines personnes objectent à donner leur religion, 56,2 % n’ont aucune religion, 33,3 % sont chrétiens et 3,9 % ont une autre religion.
Parmi ceux d’au moins de 15 ans d’âge, 81 personnes (soit 20,0 %)  ont un niveau de licence ou un degré supérieur et 69 personnes (soit 17,0 %) n’ont aucune qualification formelle.
Le revenu médian est de 27,500 $.
Le statut d’emploi de ceux d’au moins 15 ans est pour 123 personnes (30,4 %) employés à plein temps, pour 81personnes (20,0 %) un emploi à temps partiel et 6 personnes (1,5 %) sont sans emploi.